# Gottorp Slot
Gottorp Slot (på tysk Schloss Gottorf, på plattysk Slott Gottorp) er et slot i Slesvig by i Sydslesvig i den nordtyske delstat Slesvig-Holsten. Slottet ligger lidt vest for Slesvig bys centrum ved Sliens bund. I 1544 opstod det gottorpske fyrstehus, da den danske konge lod sin yngre bror prins Adolf få slottet. Især under hertug Frederik 3. af Gottorp (1597-1659) var Gottorp kendt som et kulturelt centrum med enestående bibliotek og kunstkammer.
1852-1864 var slottet dansk kaserne og derefter tysk garnison. Fra 1947 har der været et arkiv og museer med fund fra Hedeby. Der har været udført omfattende restaureringsarbejder på slottet de senere år.

## Historie
Det ældste Gottorp er kendt i år 1161 som residens for Slesvigs bisper og lå nord for Slesvig ved godset Falkenberg (Gammel Gottorp). Denne borg blev revet ned under Valdemar 1. den Store (1157-1184), og i stedet byggedes en ny på en lille ø i Sliens bund tæt ved Slesvig by. Denne borg kom i hertugen af Slesvigs eje i 1260. Fæstningens betydning med sin beliggenhed ved den jyske halvøs smalleste sted kan ses af, at den blev kaldt for hele Danmarks lås og lukke. I mange krige og opgør mellem danske konger og gottorpske hertuger har Gottorp Slot spillet en vigtig både militær og politisk rolle.
I 1459 var slottet en overgang i Christian 1.s besiddelse. Fra 1522 oprettedes et møntsted ved Gottorp Slot. Her blev slået mønter for Frederik 1. (1523-33) og for Christian 3. (1533-1559). Frederik 1. opførte 1530 slottets vestfløj i renæssancestil. Herfra regerede han hele Danmark.
I 1500-tallet rummede slottets bibliotek fire bind med afbildninger af et stort udvalg af plantevæksterne i Gottorp Slotshave. Den såkaldte Gottorpske Codex bestod af i alt 363 pergamenter. Ved en brand i 1564/65 blev en del af slottet ødelagt. I 1582 byggedes en dæmning mod Slien, og slotssøen opstod
Frederik 3. af Gottorp var velorienteret om kunst og kultur, og han samlede en række af tidens betydelige kunstnere omkring sig. Fra 1640 opførte han en repræsentativ barokhave (Nyværk) nord for slotssøen efter tegninger af Johannes Clodius, som var en af periodens mest kendte havearkitekter. De forskellige plantearter i Nyværkhaven blev kategoriseret i den gottorpske kodeks.
Efter en omfattende restaurering omkring år 1700 fik slottets sydfløj den nuværende barokfacade med centraltårn. Store dele af slottet er opført af arkitekten Domenico Pelli efter udkast af den berømte barokarkitekt Nicodemus Tessin den yngre.
I 1713 blev slottet et kongeligt dansk slot igen. I slutningen af 1700-tallet og begyndelsen af 1800-tallet var slottet hjemsted for en gren af fysteslægten Hessen-Kassel. Familien var gift ind i den danske kongefamilie, og dets overhoved, Carl af Hessen, var statholder og kommanderende general for Slesvig og Holsten.
Prins Christian af Holsten-Beck blev født på Gottorp i 1818. Prinsen var dattersøn af statholderen og blev senere kong Christian 9. af Danmark.
Efter krigen i 1848 oprettede danskerne først et hospital og derefter en kaserne på slottet, for at kunne handle mere effektivt mod oprørerne i Slesvig-Holsten. Bygningen blev tilpasset nye behov, og interiøret mistede meget af sit engang så betydningsfulde inventar. De tidligere statsværelser og hertuglige værelser blev omdannet til soveværelser og spisestuer. Udbygningerne blev revet ned, og i stedet blev der bygget omfattende stalde, og forsvarsstrukturerne blev revet ned. Gottorf forblev en kaserne, da den blev annekteret af Preussen i 1867 som følge af 2. Slesvigske Krig, og beholdt denne funktion indtil 1945.
Selvom bygningen overlevede verdenskrigene uden krigsskader, blev syd- og vestfløjene alvorligt beskadiget i en brand i 1917.
Under Kappkuppet blev slottet besat af kupmagere i 1920, og ti mennesker blev dræbt i de efterfølgende kampe.
I begyndelsen af 1945 ankom flere og flere fordrevne fra det tyske riges østlige områder til Slesvig, og om sommeren var deres antal steget til næsten 18.000. Gottorf blev, ligesom mange af landets residenser, brugt som en midlertidig modtagelejr, og flere hundrede flygtninge blev indkvarteret på slottet.I efterkrigstiden blev hele komplekset stillet til rådighed for Slesvig-Holstens statsmuseer fra 1948 og fremefter.

## Slotskapel
Slotskapellet blev indrettet 1590-93 og har som slottets eneste rum bevaret sit oprindelige udseende. Prædikestolen er fra 1590-91. Det hertugelige bederum på nordvæggen blev skabt i 1609-13. Alteret under bederummet er fra 1666. De ældste dele af orglet er fra slutningen af 1500-tallet.
De danske menigheder i Slesvig holder med ujævne mellemrum gudstjenester i kapellet.

## Haverne
Syd for slottet i det nuværende Frederiksberg ud mod Slien lå slottets køkkenhave. Gadenavnet Alter Garten (Gamle Have) minder om den. Nord for slottet uden for voldene opførte Frederik 3 af Gottorp i 1637 den barokke Nyværkhave. Inspirationen hentede han fra antikke terrassehaver. Haven består af flere blomsterbede og det centrale bassin Spejl- eller Herkulesdam. I midten af bassinet står en figur, der forestiller kampen mellem Hydra og Herkules. Fritrapperne er udsmykket med kaskader.
I forbindelse med Christian Albrechts udvidelse af haven blev der senere anlagt yderlige haveterrasser, flere vandspil samt lysthuset Amalieborg på havens øverste niveau. Lysthuset blev opført i 1660 og har fået navn efter hertug Christian Albrechts danske kone Frederikke Amalie. Også skovområderne øst og vest for Nyværkhaven (Gottorp Dyrehave) blev nu inddraget. Vejen øst for terassetrinene blev udbygget til en pragtallé, der var flankeret af små damme (Kongeallén). Vejen vest for terrasserne førte op mod et store Orangeri med appelsin- og citrontræer. Orangeriet blev nedrevet. I havens sydøstlige del fandtes desuden en labyrint. Midtpunktet i Nyværkhave er globushuset med den gottorpske kæmpeglobus.
Nord for Nyværkhaven blev i 1851 opført et dansk garnisonslazaret, som kom til at hedde Pauligård. Bygningen kom senere på tyske hænder og huser nu private boliger.
Den barokke Nyværkhave forfaldt, men blev i 2007 genindviet af Prinsesse Benedikte og den slesvig-holstenske ministerpræsident Peter Harry Carstensen.

## Museer
På Gottorp Slot har Slesvig-Holstens landsmuseum for kunst, kulturhistorie og arkæologi til huse.
Genstande fra Nydam Mose, Thorsbjerg Mose og Hedeby i Sydslesvig foruden egebåde, vendiske træguder og flere velbevarede moselig fra jernalderen i Slesvig-Holsten er udstillet i Gottorp Slots arkæologiske afdeling.
Disse fund er blandt de mest imponerende arkæologiske fund i Nordeuropa. Militærudstyr, hesteseletøj, hverdagsinventar og tøj tegner et levende billede af de germanske folk i nord.
Gottorps kunstmuseums højdepunkter er den gotiske hal med kirkekunst fra middelalderen, den såkaldte hjortesal fra renæssancen, slotskapellet, kunsthåndværk fra renæssance til klassicisme, nederlandske og nordtyske malerier fra 1600-tallet, en fajancesamling, malerier fra 1800-tallet med danske guldaldermalerier og malerier fra tysk ekspressionisme.
Desuden findes permanente kunst- og værkstedsudstillinger, herunder værkstedsudstilling med den tyske kunstner Hans Wimmer. I den nyskabte barokhave Nyværk i slotsparken er den imponerende gottorpske kæmpeglobus opstillet.
I Nydamhallen, den tidligere ridehal ved siden af Gottorp Slot er Nydambåden siden 1948 udstillet. Den blev fundet i Nydam Mose i 1863 i Øster Sottrup i nærheden af Sønderborg.

## Galleri
- Slottet omkring år 1600
- Slotskapellet
- Slottets nordfløj med renæssanceportaler
- Slottets barokke Nyværkhave
- Gottorps kæmpeglobus i Nyværkhaven
- Slottets barokke sydfløj
- Nydamhallen og slottet